# Aristotelés

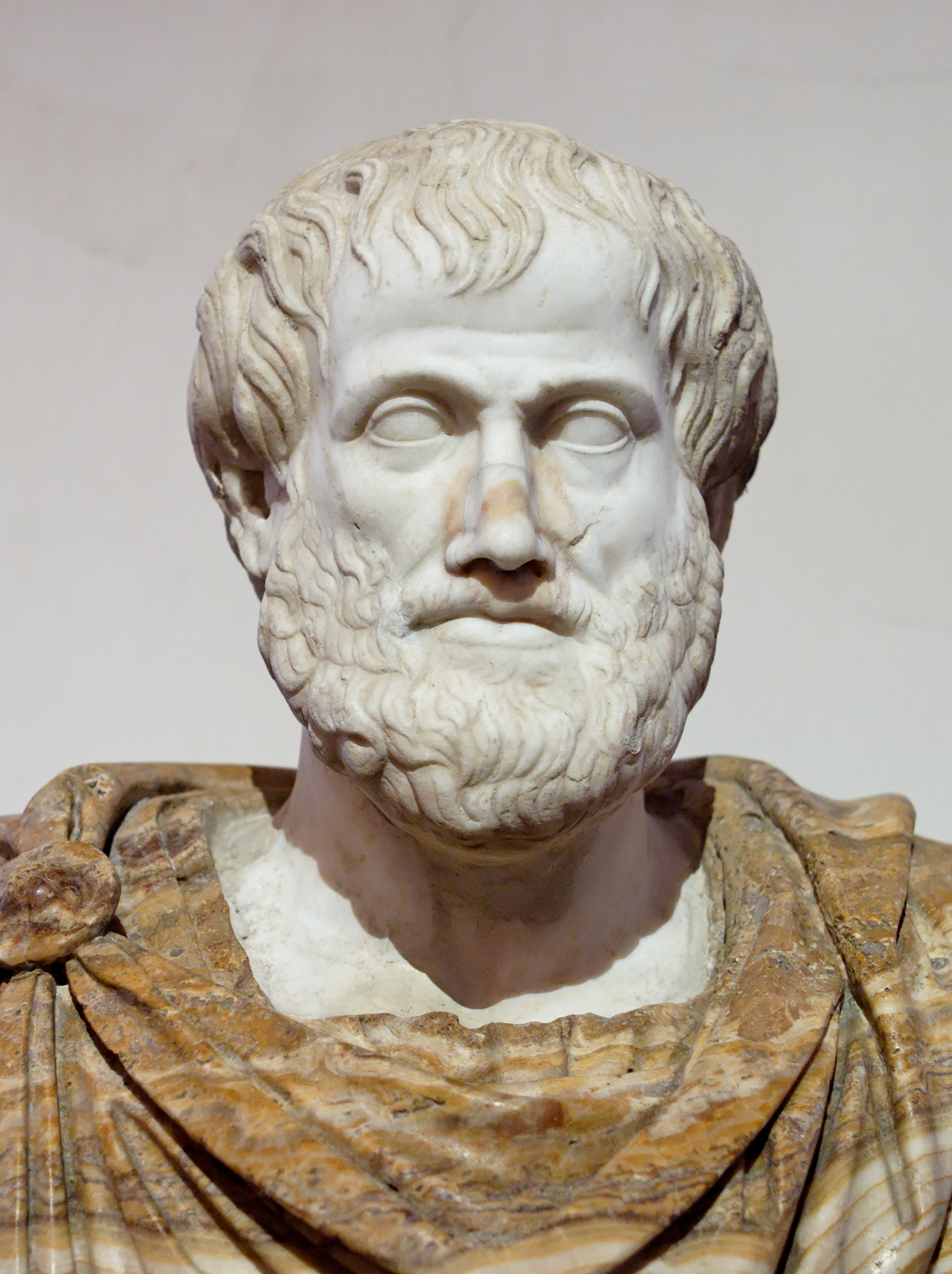
Lysippos: Aristotelés (římská kopie)

Aristotelés ze Stageiry (Ἀριστοτέλης, též Aristoteles) byl filozof vrcholného období řecké filozofie, nejvýznamnější žák Platonův a vychovatel Alexandra Makedonského. Jeho rozsáhlé encyklopedické dílo položilo základy mnoha věd. Narodil se 384 př. n. l. v osadě Stageira na poloostrově Chalkidiki v dnešní řecké Makedonii, asi 80 km východně od Soluně – Thessalonike (proto se někdy nazývá Stagirita), zemřel v roce 322 př. n. l. v Chalkidě, asi 60 km severovýchodně od Athén.

## Život
Aristotelův otec Nikomachos byl osobním lékařem makedonského krále Filipa II. V letech 367 až 347 př. n. l. Aristoteles studoval a pak i vyučoval v Platonově Akadémii v Athénách. Po Platonově smrti odešel vyučovat do Assu v Malé Asii a na Lesbos do Mytilény. Roku 343 př. n. l. jej povolal makedonský král Filip jako vychovatele svého syna Alexandra (budoucí Alexandr Veliký).
Po Filipově smrti se Aristoteles vrátil do Athén, kde se plně věnoval vědě a roku 335 př. n. l. založil vlastní filozofickou školu zvanou Lykeion nebo také peripatetická škola, která se tak nazývá podle krytého sloupořadí peripatos (περίπατος), kde se žáci učili, nebo od slovesa peripatein (procházet se), neboť Aristotelés se prý se svými žáky při výuce procházel. Během třinácti let strávených v Athénách vznikla většina jeho spisů, někdy spíše poznámek nebo záznamů z přednášek.
Roku 322 př. n. l., po smrti Alexandra Velikého, byl Aristoteles v rámci reakce proti Alexandrovi obviněn z rouhání bohům a odsouzen, takže odešel do vyhnanství do Chalkidy, odkud pocházela jeho matka a kde v následujícím roce zemřel. Zachovala se jeho závěť s přáním, aby byl pochován vedle své ženy.

## Myšlení
Na rozdíl od svého učitele Platona, který se věnoval převážně otázkám člověka a společnosti, snažil se Aristoteles obsáhnout a uspořádat i všechno předmětné vědění své doby a výsledky vlastních pozorování Země, oblohy, přírody, jazyka, společnosti, politiky a umění. Zpočátku sice psal také dialogy jako jeho učitel, z těch se však zachovaly jen zlomky, kdežto téměř celé Aristotelovo dílo má podobu soustavných pojednání, traktátů. Zatímco Platonův učitel Sokrates se svými partnery diskutoval a hleděl dosáhnout jejich souhlasu, Aristotelovy spisy už obsahují přesnou a závaznou argumentaci, jak ji má žákům přednášet učitel.
Platon v Sedmém listě výslovně říká, že žádnou svoji nauku nikdy nenapsal a nenapíše, protože vychází z vlastního přemýšlení a vyžaduje vnitřní úsilí a konfrontaci různých názorů, z níž teprve jako třením dřev o sebe „vyšlehne oheň poznání a rozumu“. V Aristotelově myšlení hraje naproti tomu mnohem větší roli věcná zkušenost, která je všem společná a o níž se tedy lze přesvědčit. Úkolem filozofa je spíš myšlenky a zkušenosti přesně zachytit, dobře uspořádat a o všem správně myslet i argumentovat.

### Aristoteles a vědy
Tímto novým vymezením filozofie položil Aristoteles základy soustavné filozofie jako snahy „porozumět tomu, co jest“, ale také různých věd, například anatomie, astronomie, biologie, fyziky, biofyziky, ekonomie, embryologie, etnografie, geografie, geologie, lingvistiky, logiky, meteorologie nebo politologie. Ve vlastní filozofické oblasti psal o estetice, etice, metafyzice, rétorice a teologii, zabýval se výchovou a vzděláváním, i literaturou a poezií. I když zejména v oblasti přírodních věd jsou jeho jednotlivé názory většinou překonané, mnoho z jeho způsobu zkoumání, třídění a argumentace zůstává dodnes živé.
Základem aristotelského třídění věcí je představa nadřazeného rodu (řecky genos, latinsky genus), jehož jednotlivé druhy (eidos, species) se navzájem liší „specifickou“ čili druhovou diferencí. Definice tak spočívá v určení (společného) rodu a tohoto rozdílu vůči ostatním druhům v něm. Jednotlivé předměty se tak dají uspořádat do „stromu“ nadřazených a podřazených kategorií, na čemž spočívá biologická nomenklatura v botanice, zoologii atd.
V „první filozofii“ čili metafyzice, která pojednává o jsoucnech a bytí, se Aristoteles snaží překonat Parmenidovo ostré rozlišení „jsoucího“ a „nejsoucího“, které v důsledku vylučovalo každý vznik, změnu a zánik. Používá k tomu rozlišení mezi možností (dynamis, potentia) a uskutečněním (energeia, actus): vznikající věc už musela být možná, a tedy přechází z možnosti k uskutečnění. Každá změna ovšem musí mít svoji příčinu. Aristoteles rozlišuje následující příčiny
1. látková (hyletiké, materialis), tj. materiál či látka,
2. tvarová (eidetiké, formalis), tj. představa či tvar,
3. účinná (hothen hé arché, efficiens), tj. ten, kdo ji působí, a
4. účelová (hú heneka, finalis).[4]

Tak když se staví dům, musel se o to „přičinit“ jak stavební materiál, tak představa domu, stavitel a konečně účel: někdo chce bydlet. Pokud by některá z nich chyběla, nemohlo by se stavět.
Na tomto příkladu je vidět, že Aristotelova představa o jsoucím se od novověké filozofie a vědy liší především v tom, že typické, vzorové jsoucno je u něho živá bytost, nikoli „rozlehlá věc“ (Descartes) nebo hmotný objekt. Jsoucno se může pohybovat a měnit, a to zejména za nějakým cílem, který patří k jeho přirozenosti (entelechie). Aristotelova filozofie je tedy teleologická. Za druhé je Aristotelovi cizí představa aktuálního nekonečna. Proto ani řetězec příčin nemůže být nekonečný, nýbrž musí skončit u první nutné příčiny, „prvního nehybného hybatele“, jehož pak křesťanská teologie ztotožnila s Bohem.
Pravidlům správného myšlení, usuzování a argumentace je věnována řada spisů, tradičně označovaných jako Organon čili nástroj, rozumí se právě myšlení. Jednotlivá tvrzení spojujeme v soudy, z předpokladů (premis) vyvozujeme závěry. Základní formou soudu je sylogismus: ze dvou tvrzení se společným členem plyne třetí. Obě výchozí tvrzení mohou být buď obecná (každý, všichni) nebo jednotlivá (je, existuje), a kromě toho mohou být také záporná (žádný a jen některý); podle toho pak některé závěry platí a jiné ne. Formalizováním aristotelské logiky vznikla predikátová logika včetně kvantifikátorů. Aristotelova „analytika“ či logika jakožto nauka o pravidlech myšlení a řeči také z jazyka a z jeho forem vychází: podstata, případek (akcidens), atribut a podobně jsou zároveň kategorie myšlení i jazyka.

### O Aristotelově filozofii
- P. Aubenque, Rozumnost podle Aristotela. Praha 2003
- K. Berka, Aristoteles. Praha 1966
- J. Patočka, Aristotelés. Praha 1994
- J. Patočka, Aristoteles, jeho předchůdci a dědicové. Praha 1964
- R. Sorabji, Aristotelés o paměti. Praha 1995

## Spisy

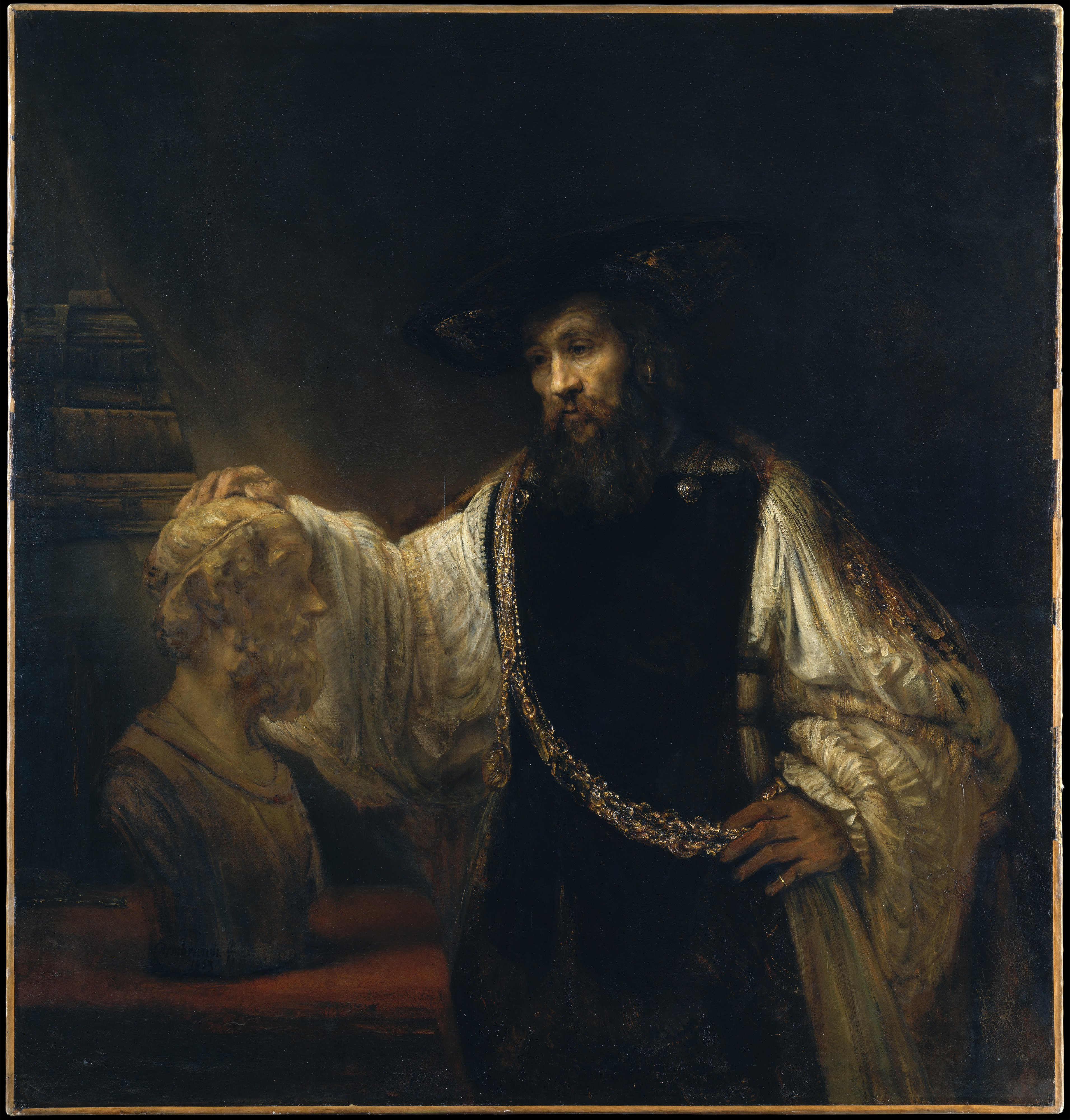
Rembrandt: Aristotelés s Homérovou bystou

Ač se řada Aristotelových spisů ztratila, je zachované dílo nesmírně rozsáhlé. Jeho spisy i poznámky se výborně hodily pro filozofické školy, a když ty zanikly, na čas zmizely. Objevili je řecky mluvící křesťané z dnešního Libanonu a Sýrie, přeložili do arabštiny a poskytli je tak arabským islámským vzdělancům, kteří je nejen četli a komentovali, ale také zprostředkovali západní středověké kultuře. Aristoteles se tak (v latinských překladech) stal učitelem celé scholastiky a podle jeho vzoru se učilo na evropských vysokých školách až do 18. století. Proto se v odborné literatuře názvy Aristotelových spisů nejčastěji uvádějí latinsky.
Soubor aristotelských spisů je tradičně uspořádán, patrně už od antiky, do několika tematických oddílů. Rozhodující kritické vydání v řečtině uspořádal v polovině 19. století německý filolog August Immanuel Bekker a vydala Berlínská akademie. Od té doby se Aristotelovy spisy citují podle stránek a sloupců (a nebo b) případně i řádek tohoto souborného vydání, tak zvaného „Bekkerova číslování“. Výhoda je zřejmá: ve stovkách různých vydání a překladů se vždycky na okraji uvádějí právě tato čísla a citát se tedy snadno najde. Například Etika Nikomachova začíná v tomto vydání v prvním řádku a sloupci na straně 1094, údaj tedy bude 1094a1.
Tradiční uspořádání, které pochází od Andronika Rhodského z 1. stol. př. n. l., člení korpus Aristotelových spisů na
- logické (Organon), tj. Kategorie, O vyjadřování (nebo O interpretaci), První a Druhé analytiky, Topiky a O sofistických důkazech;
- přírodovědecké: Fysika, O nebi, O vzniku a zániku, Meteorologie, O duši a 17 menších spisů, přičemž u poloviny z nich se o jeho autorství pochybuje,
- Metafysiku,
- etické a politické: Etika Nikomachova a Eudemova, Politika a další 3 spisy,
- rétoriku a poetiku.
- Mimo tradiční korpus je Athénská ústava, nalezená až v 19. století.

### V češtině a slovenštině
Spisy:

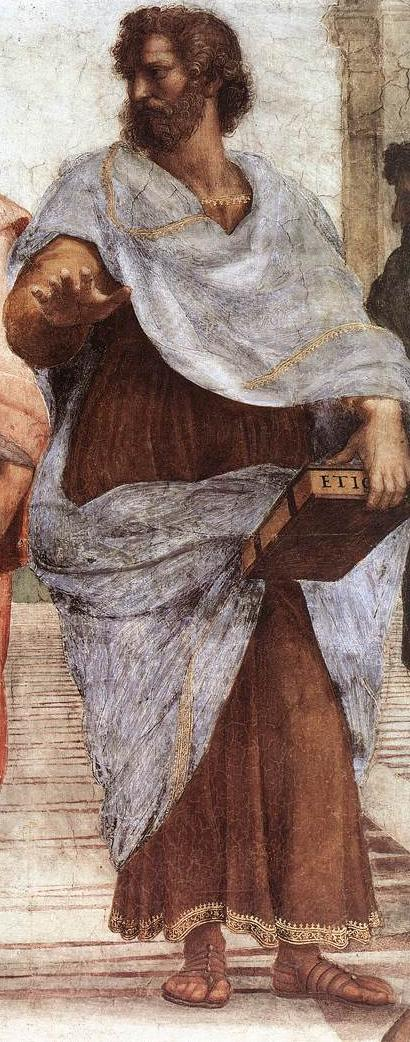
Aristotelés na vatikánské fresce (Athénská škola, 1510–1511) od Rafaela

- Kategorie. Organon I. Praha 1958, 2009
- O vyjadřování. Organon II. Praha 1959, 2010
- První analytiky. Organon III. Praha 1961
- Druhé analytiky. Organon IV. Praha 1962
- Topiky. Organon V. Praha 1975
- O sofistických důkazech. Organon VI. Praha 1978
- Fyzika. Praha 1996, 2010
- O nebi. O vzniku a zániku. Bratislava 1985
- O duši. Praha 1996
- Metafyzika. Praha 1927 (dostupné online), 2003, 2008
- Etika Nikomachova. Praha 1937, 1996, 2009
- Politika. Praha 1998, 2009
- Politika. Bratislava 1988
- Poetika. Praha 1996
- Poetika ; Rétorika ; Politika. Bratislava 1980
- Rétorika. Poetika. Praha 1999
- Athénská ústava. Praha 2004

Výbory:
- Člověk a příroda. Praha 1984
- Epagogé a epistémé. Praha 2004
- Logos apofantikos. Praha 2000
- Spravedlnost jako zdatnost. Praha 1996

Připisováno Aristotelovi:
- Liber de causis. Praha 1999
- Magna moralia. Praha 2005

Většinu Aristotelových spisů přeložili do češtiny Antonín Kříž a Milan Mráz.

## Aristoteles o živé přírodě (biologie)
Pojem fysiky jako nauky o fysis (přirozenosti) má u Aristotela, jako ostatně v celé antice, podstatně jiný význam než dnes. Odvozuje se z řeckého slovesa fyó, které znamená vznikat, růst. Také příroda je tedy pro Aristotela především živá. Aristoteles charakterizuje všechno živé vlastnostmi jako je potřeba potravy, zrození, růst a zánik, schopnost pohybu, vnímavost a reprodukce. U jednodušších živočichů patrně nevylučuje samoplození, správně však vykládá význam pohlaví.
Všechno živé se vyznačuje tím, že má duši (psyché, anima). Ta může být podle Aristotela trojího druhu:
1. vegetativní u rostlin, které vznikají, rostou a hynou;
2. vnímavá (sensitiva) u živočichů, kteří se navíc pohybují a vnímají, a
3. rozumná (rationalis) u člověka.

Velkou pozornost věnoval popisu a anatomii živočichů, všímal si jejich podobností, zdůrazňoval účelnost jejich orgánů, nepomýšlel ale na žádný vývoj. Domníval se, že mšice se rodí z rosy, která padá na květiny, mouchy ze shnilého materiálu, myši ze znečištěného sena, krokodýli z hnijících polen na dně vodních ploch a podobně.
Je možné, že již v době tohoto učence byly známé fosilní pozůstatky velkých pravěkých organismů, jako byli například druhohorní dinosauři. V té době byly ale podobné objevy obvykle považovány za pozůstatky bájných a mytických tvorů nebo postav.

## Přírodověda
Prakticky všechno, co bylo známo o geografických jevech, Aristoteles shrnul a zobecnil ve svém díle Meteorologika (Čtyři knihy o jevech meteorických), o přírodních procesech probíhajících v tzv. sublunární sféře. Jde o elementární poznatky z obecné fyzické geografie, poprvé vyčleněné z jednotné starořecké vědy. Výklad je řazen podle sfér, nikoli však důsledně.
Spodní část atmosféry chápe Aristoteles jako sféru vzduchu, ale i vody. Voda, která se vypařuje na zemském povrchu, stoupá, znovu se ochlazuje, sráží se a padá v podobě deště. Koloběh vody připomíná řeku tekoucí po kruhu. K vypařování dochází převážně v létě, srážky padají v zimě. Aristoteles si je vědom, že například v Etiopii a v Arábii prší v létě; příčinu spatřuje v tom, že prý se tam mraky – následkem velkého horka – rychle ochlazují. [zdroj?]
Nesouhlasí s Platónem, který se domníval, že řeky jsou napájeny z rozsáhlých podzemních rezervoárů doplňovaných atmosférickými srážkami. Odmítá starověký názor, že mohou vytékat z oceánů. Soudí, že zejména veletoky pramení v horách, kde bývá nejvíce srážek (vzhledem k chladu a příznivějším podmínkám kondenzace). [zdroj?]
Zvláštní kapitolu věnuje Aristoteles zemskému povrchu. Souše se podle něho může proměňovat v moře a naopak. Proces má cyklický charakter a hlavním faktorem je při tom činnost řek. Egypt vznikl z nánosů Nilu; jeho úroveň leží údajně níže než hladina Rudého moře. Říční nánosy postupně zaplňují například i Maiotis (Azovské moře). Některé řecké roviny vznikly v místech mořských zálivů. Podobné změny probíhají ovšem velmi pomalu a v různých oblastech Země mají různý charakter. V některých oblastech přibývá vlhkosti, jiné vysychají. Byly doby, kdy neexistoval Nil ani Tanais (Don), a časem obě řeky zřejmě zase zmizí. Moře v některých místech nastupuje na pevninu, jinde ustupuje. Vše se během doby mění, všechno má počátek a konec. [zdroj?]
Moře nemají (na rozdíl od řek) stabilní toky, proudění vzniká pouze místy, v úzkých průlivech. Má na něj vliv rozdílná hloubka moří. Tak prý lze vysvětlit proudění z Maiotisu do Pontos Euxinos (Černé moře), odtud do Egejského a dál do Sicilského, Sardinského a Tyrhénského moře, která jsou údajně nejhlubší. Výpary a srážky jsou v rovnováze, objem moří je stabilní. Demokritovu myšlenku o postupném vysychání moří označuje Aristoteles za Ezopovu bajku. [zdroj?]
Salinitu prý lze vysvětlit tím, že se do mořské vody dostává zemní substance, a to vlivem suchého vypařování. To se mísí s vlhkým (tj. obyčejným) vypařováním, následkem jsou příměsi solí v atmosférických srážkách. [zdroj?]
Suché páry jsou podle Aristotela příčinou vzniku větrů; nejde prý o pohyb vzduchu. Převažují-li suché páry, bývají suché větrné roky; vlhké vypařování způsobuje vlhká a deštivá léta.
Větry prý vanou od severu nebo od jihu. Chlad a horko brání jejich vzniku, proto jsou charakteristické především při střídání sezón. Má-li substance větru pozemský původ, je prý jeho směr určován pohybem nebe (oblohy). [zdroj?]
Příčinou zemětřesení jsou podle Aristotela větry (suché páry), které pronikají do podzemních dutin (pastí). Dochází k nim prý nejčastěji za tichého počasí, v noci, na jaře a na podzim, zejména ve sníženinách a v oblastech výskytu pórovitých hornin; nezřídka prý vznikají při zatmění Měsíce. [zdroj?]
Také blesky, hromy a orkány jsou produkty suchého vypařování. Zemské nitro se zformovalo pod vlivem obou typů vypařování – suché vedlo ke vzniku nerudných surovin, vlhké ke vzniku kovů. [zdroj?]
Několik knih věnoval Aristoteles živočišstvu. Popsal asi 500 druhů. Vytvořil základy srovnávací anatomie a embryologie. Vypracoval elementární klasifikaci živočišstva. Vyslovil tezi o postupném přechodu od neživé přírody k rostlinstvu a od rostlinstva k živočišstvu (která ovšem neměla evoluční obsah). Živé objekty zůstaly pro Aristotela předmětem spekulace. V jeho pracích je systematizován a zobecněn rozsáhlý empirický materiál. [zdroj?]
Aristoteles rozlišuje pět zemských pásů, z nichž dva jsou obyvatelné. Souše zabírají pouze část severního mírného pásu. Délka (protáhlost) ekumeny od západu k východu (od Heraklových sloupů – Gibraltar po Indii) přesahuje prý její šířku od severu k jihu (od Skythie po Etiopii) minimálně v poměru 5:3. [zdroj?]
O Aristotelových prostorových obzorech lze získat představu zejména ze 13. kapitoly druhé knihy Meteorologiky. Uvádí v ní hlavní hory a řeky, které zná. Nezmiňuje se o Tigridu, Eufratu ani o Perském zálivu. Východní hranicí ekumeny je pro něj pohoří Parnas (Paropamíz a Hindúkuš), odkud tekou Indus, Baktra (Amudarja) a Hoasp (?). Nil prý pramení ve „Stříbrných horách“, podobně jako Hremet (?), vlévající se do „Vnějšího oceánu“ (Atlantiku).
Aristoteles sdílel i mnohé omyly svých předchůdců i současníků – za nejvyšší a nejdelší pohoří pokládal Kavkaz, za největší řeku Indus. Kaspické moře je podle něj uzavřené, ale má podzemní spojení s Pontem. Tanais (Don) se odvětvuje od Araksu (Syrdarji), Istros (dolní Dunaj) a Tartes (Guadalquivir) pramení v Pyrenejích. Povrch Země se prý směrem k severu zvyšuje. [zdroj?]
Aristoteles se stal v jistém smyslu zakladatelem hydrologie, oceánologie a meteorologie. Doporučoval historický přístup k poznání interakce souše a moře. Několik knih věnoval i zoologickým otázkám. Zajímal se o možnosti matematické analýzy, o vyjadřování reálné skutečnosti, příčinnosti jevů, procesů vývoje matematickými prostředky. [zdroj?]

## Kosmologie
Ve spisu Peri uranú (lat. Dē caelō, nebo také Dē coelō – O nebi) vychází z koncepce „přirozených míst“, kdy země a voda jako těžké živly klesají do středu kosmu, zatímco lehké živly jako vzduch a oheň stoupají nad ně. Koule je těleso, které zaručuje, že všechno těžké se dostane co nejblíže ke středu. Tak se v centru kosmu formuje kulová země nikoli z filozofické nutnosti, ale nahodile jako výsledek fyzikálního procesu. Nemotorná a oběhu neschopná Země tedy sestává z nejméně nebeských, nejméně vznešených látek celého kosmu, tedy živlů. Kolem Země se pohybuje 55 sfér, které určují pohyb nebeských těles a v té nejvnějšnější jsou hvězdy (Nebeská sféra). Shrnuje také argumenty ve prospěch učení pythagorejské školy, Sókrata a Platóna (dialog Faidon), že Země je kulatá. Při zatmění Měsíce je stín vrhaný Zemí obloukový jako vrhaný koulí, při cestování na jih cestovatel vidí nad jižním horizontem hvězdy, které severněji vidět nejsou, přitom změny jsou poměrně rychlé, takže Země musí být poměrně malá. Oproti Nebeské sféře je rozměrem dokonce nepatrná, zanedbatelná jako bod. Ohledně obvodu Země cituje „názor matematiků“, že měří jen asi 400 000 stadií, tj. zhruba 72 000 km. Země je poměrně malá i vzhledem ke hvězdám, což navozuje myšlenku, že si hvězdy nepředstavoval jako malé objekty zasazené v Nebeské sféře ale jako obrovské koule z éteru.

## Aristoteles o etice a spravedlnosti
Otázkami etiky, to jest hledáním nejlepšího života v obci, spravedlnosti a práva, se Aristoteles zabýval v několika spisech: v Etice Eudemově, v Politice a v nejznámější Etice Nikomachově, z níž jsou následující citáty.
Nejdůležitější z věd je pro Aristotela věda o obci (politiké), která určuje, „co se každý v obci musí naučit“. Nejde v ní o poznání, nýbrž o jednání, a to ušlechtilé a spravedlivé. V otázkách jednání – podobně jako v otázkách zdraví – není přesnost možná a „vzdělaný se vyznačuje tím, že v každé oblasti vyžaduje jen tolik přesnosti, kolik povaha předmětu připouští.“ (1095a) Nejlepší jednání je to, které není prostředkem, nýbrž cílem. Takovým cílem je pro člověka blaženost (eudaimonia), která není vrtkavá jako pocit štěstí, ale trvalá. Blaženost je nejspíš darem bohů, ale něco také potřebuje: prostředky, podmínky a děti. Blažený je, kdo v jednání uskutečňuje dokonalé dobro a má k tomu nutné podmínky po celý život. (1101b)
Cestou k blaženosti je ctnost, která se získává učením, zkušeností a návykem. Přirozenost dává člověku jen schopnost učení jako možnost, jež se uskutečňuje konáním (dobrým, nebo špatným), což je právě smysl výchovy. Neřestí je mnoho, kdežto ctnost je vždycky jen jedna a většinou znamená vyhýbat se krajnostem, nedostatku i přebytku; tak je štědrost mezi rozhazovačností a lakotou, statečnost mezi zbrklostí a zbabělostí. Není to ale žádný průměr, nýbrž dokonalost sama, kterou by každé přidání i ubrání pokazilo. (1107a)
Ctnost se týká jen jednání chtěných a vědomých, volba je předem rozvážené chtěné jednání (PRO-AIRESIS). Ty nejdůležitější ctnosti jsou statečnost, umírněnost, štědrost, laskavost jako střed vůči hněvivosti i slabošství, a v obci zejména spravedlnost. To je výkon dokonalé ctnosti vůči druhým, „dobré těch druhých“ a „souhrn všech ostatních ctností“. (1130b) Aristoteles pak rozlišuje mezi spravedlností retributivní, která napravuje nebo vyrovnává, a distributivní, která rozděluje. Týká se trestů a odměn, ale také směny zprostředkované penězi. Peníze činí věci souměřitelnými a zaručují budoucí směnu, pokud teď nic nepotřebujeme. (1134)
Spravedlnost v obci musí být řízena zákonem, „proto nenecháváme vládnout člověka, ale zákon“. (1134a35) Náležitost, slušnost (EPIEIKEIA, angl. fairness) je spravedlnosti podobná, ale není to totéž. Je spravedlivá, ale ne podle zákona, nýbrž jako náprava zákonné spravedlnosti. Zákon totiž musí být obecný, kdežto jednání je nepravidelné, takže některé případy nelze spravedlivě posoudit zákonem. (1137)

### O Aristotelově etice
- A. MacIntyre, Ztráta ctnosti. Praha 2004

## Aristoteles o obci a vládě (politická filozofie)
Aristoteles vychází z toho, že člověk je živočich žijící v obci (zóon politikon), a nemůže tedy žít sám:
„Kdo však nemůže žít ve společenství nebo je ve své soběstačnosti nepotřebuje, není částí obce, ale buď divoké zvíře, nebo bůh.“ (Pol 1253a)
- Aristotelovo myšlení není evoluční ani historické, nýbrž systematické. Protože celek je podle něho (logicky) první, není obec sdružením lidí, nýbrž naopak člověk částí obce.

Lidé se spolčují na dvou úrovních:
- rodina nebo lépe hospodářství (řecky: oikia) zajišťuje obživu a reprodukci;
- obec nebo stát (řecky: polis) je soběstačný a je účelem a cílem lidského spolužití.

„Obec je soběstačné společenství rovných za účelem co nejlepšího života“ (1328a).
„Obec je společenství dobrého života v domech a rodinách, jehož účelem je dokonalý a soběstačný život.“ (1280b)
„Je druh vlády, kde se vládne nad sobě rovnými a svobodnými; nazýváme ji politickou. Nemůže dobře vládnout, kdo se nenaučil poslouchat.“ (1277b)
Základem života v míru je rozdělení majetku; Aristoteles odmítá Platonův názor, že by lidé měli mít všechno společné. Uznává, že „peníze mají, takříkajíc, všichni nějak rádi“ (1263b), varuje však před každou hamižností, která obec ničí.
“Výsady zámožných ničí ústavu víc než výsady lidu.“ (1297a)
- Otroky pokládá Aristoteles za nutnou součást každého hospodářství: „... kdyby tkalcovský člunek sám tkal, ... nebyli by třeba otroci.“ (1253b) O oprávněnosti otroctví jsou však různá mínění a podle Aristotela je třeba odlišit otroky "přirozené" od těch zotročených násilně. Svobodný je ten, kdo dovede rozkazovat i poslouchat, kdežto otrok umí jen poslouchat. „Kdo dává bezpečnosti přednost před svobodou, je právem otrok.“ Vláda hospodáře nad otroky je však něco jiného než vláda nad sobě rovnými v obci. Nejlepší je, pokud se svobodní ve vedení střídají, takže jednou rozkazují a jindy poslouchají.

Podle toho, kdo vládne, rozlišuje Aristoteles tři právní formy obce (státu):
1. monarchie, kde vládne jednotlivec ve prospěch všech občanů,
2. aristokracie, kde vládnou ti nejlepší (řecky aristoi)
3. politeia, kde se na vládě podílejí všichni svobodní občané.

a tři pokleslé formy:
1. tyranie, vláda samozvaného vládce ve prospěch sebe samého,
2. oligarchie, vláda bohatých pro svůj vlastní prospěch,
3. demokracie, vláda davu.

„Demokracie je tam, kde vládne většina nemajetných a svobodných, oligarchie tam, kde vládne menšina bohatých“ (1290b)
Demokracie vznikla z domněnky, že lidé, kteří jsou si v něčem rovni (například svobodou), jsou si rovni ve všem, oligarchie naopak z předpokladu, že lidé, co jsou nerovni v něčem (například v majetku), si nejsou rovni vůbec. (1301a)
Za nejlepší právní formu státu považoval monarchii, tedy vládu spravedlivého panovníka. Za vhodnou dále považoval aristokracii (vládu „nejlepších“), a za méně vhodnou, ale stále přijatelnou považoval politeu, vládu mnoha.
Politeia může být spíš oligarchická, kde se nepřítomnost na zasedání trestá, anebo demokratická, kde se naopak chudým za účast zasedání platí. (1293b)
Nejdůležitější v každé ústavě je, aby zákony zaručily, že se nikdo z úřadu nemůže obohatit. (1308b)
Za naprosto nepřijatelnou formu vlády považoval tyranii, tedy vládu jedince, jemuž jde jen o vlastní prospěch, dále oligarchii (vládu bohatých), která je přece jen o něco lepší než tyranie, a konečně demokracii, čili vládu lidu, což je nejmenší zlo z těchto tří.
Jako první odděloval politiku od etiky: zatímco v soukromém životě má člověk hledat mnoho různých ctností, v politice rozhoduje spravedlnost čili „dobro těch druhých“. Politika se řídí určitými pravidly, která jsou spojena s formou vlády, a která je možno použít v každém politickém zřízení.

### O Aristotelově politické filozofii
- R. G. Mulgan, Aristotelova politická teorie. Praha 1998
- R,Tóth, S.Krno, P.Kulašik: Stručný politologický slovník, UNIAPRESS, 1991. ISBN 80-85313-18-9